# Trastuzumab-Emtansin
Trastuzumab-Emtansin (T-DM1, Handelsname Kadcyla) ist ein Antikörper-Wirkstoff-Konjugat, das seit November 2013 zur Behandlung von Patienten mit HER2-positivem (den humanen epidermalen Wachstumsfaktor-Rezeptor 2 überexprimierenden), inoperablem, lokal fortgeschrittenem oder metastasiertem Brustkrebs zugelassen ist. Es enthält das Maytansinoid DM1, einen Mikrotubuli-Inhibitor, welches über einen Linker mit dem Antikörper Trastuzumab verbunden ist.
In der KATHERINE-Studie wurde geprüft, ob Trastuzumab-Emtansin die Prognose von HER2-positivem Mammakarzinom verbessert, wenn nach einer neoadjuvanten (Behandlung vor der Operation) Therapie mit einem Taxan und Trastuzumab Tumorreste verblieben waren. Es ist bekannt, dass Brustkrebspatienten, deren Tumor sich durch eine neoadjuvante Behandlung unzureichend zurückbildet, eine schlechte Prognose haben. In dieser Phase-III-Studie konnte mit der postoperativen Gabe von 14 Zyklen T-DM1 das Risiko eines Tumorrezidivs oder eines Versterbens um 50 % gegenüber einer Therapie mit Trastuzumab gesenkt werden. Allerdings war die Rate an Nebenwirkungen, insbesondere Thrombopenie und Hypertonie unter T-DM1 höher als unter Trastuzumab.
Das Institut für Qualität und Wirtschaftlichkeit im Gesundheitswesen (IQWiG) bescheinigte dem Antikörper-Wirkstoff-Konjugat im April 2014 einen Hinweis auf erheblichen Zusatznutzen.